# Protea restionifolia
Protea restionifolia är en tvåhjärtbladig växtart som först beskrevs av Richard Anthony Salisbury och Joseph Knight, och fick sitt nu gällande namn av Rycroft. Protea restionifolia ingår i släktet Protea och familjen Proteaceae. Inga underarter finns listade i Catalogue of Life.